# Acer kwangsiense
Acer kwangsiense é uma espécie de árvore do gênero Acer, pertencente à família Aceraceae.